# Min fars valg
|  | Denne artikel er oprettet af botten PalnaBot ud fra en ekstern database. Den kan derfor have sproglige fejl eller mangler. Denne skabelon kan fjernes efter kontrol af indholdet. |

Min fars valg er en dansk dokumentarfilm skrevet og instrueret af Mikala Krogh.

## Handling
Min far hedder Torben Krogh og er journalist. Da jeg var barn, så jeg ikke min far særlig meget, fordi han altid var på arbejde. Jeg er stolt af min far, men jeg er også bange for, at jeg ligner ham alt for meget. En datter undersøger, hvordan hendes far har levet sit liv og hvilke konsekvenser, det har haft. Hun bruger kameraet til at stille nogle af de spørgsmål, hun aldrig har fået svar på. Det bliver til et portræt af en mand, der altid har stået i dilemmaet mellem karrieren og kærligheden. Hun vil lære af det og spørger nærmere ind til det. Han svarer, så godt han kan og står ved de valg, han har taget i sit liv. Filmen er en del af serien »Min ...«.